# 天主教索拉-卡西諾-阿奎諾-蓬泰科爾沃教區
天主教索拉-卡西諾-阿奎諾-蓬泰科爾沃教區（拉丁語：Dioecesis Sorana-Aquinatensis-Pontiscurvi），是義大利一個天主教教區。直屬聖座（羅馬教省）。
教區包括弗羅西諾內省東部、拉奎拉省七市，以及卡塞塔省兩市，教座位於索拉。2010年有教友151,932人，佔總人口98.9%。有九十一個堂區、司鐸109名。現任教區主教為傑拉爾多·安東納佐。

## 歷史
索拉教區第一位有文獻記載的主教可以追溯至於493至495年、教宗哲拉修一世致若望主教的信函中。7至10世紀之間城市長期受掠奪，直到979年教區才開始穩定下來。
阿奎諾教區成立於5世紀，第一位有文獻記載的主教可以追溯至於465年。在費拉米尼奧‧菲洛納爾迪任內（1579-1608）教座遷移至蓬泰科爾沃。
1725年6月23日教宗設立蓬泰科爾沃教區，並與阿奎諾教區聯合。1818年6月27日索拉與阿奎諾暨蓬泰科爾沃教區聯合。1986年9月30日後兩個教區合併成新的教區並易名。2014年10月23日，卡西諾山自治會院區會院以外的轄地轉到本教區，教區亦因而改名至今。